# Михаїл (Дандар)
Архієпи́скоп Михаїл (чес. Arcibiskup Michal, світське ім'я - Міхал Дандар, чес. Michal Dandár; нар. 9 січня 1947, Земплін, район Требішов, Словаччина) — єпископ Православної церкви чеських земель та Словаччині, архієпископ Празький (з 2015).

## Біографія
Народився 9 січня 1947 року в Словаччині в православній родині.
Після закінчення середньої загальноосвітньої школи, закінчив два курси православного богословського факультету Пряшівського університету. У 1969 році закінчив Ленінградську духовну академію зі ступенем кандидата богослов'я. 13 липня 1969 митрополит Нікодим (Ротов) в Ленінграді обвінчав його з Тетяною Алексєєвою.
21 травня 1971 був висвячений в сан диякона, а 22 травня - в сан священика. У 1980 році був зведений в сан протоієрея, а в 1997 році - в сан протопресвітера.
У 1997 році отримав ліценціат богослов'я (Lic.theol.) Гуситського богословського факультету Карлового університету у Празі, а в 1998 році - ступінь доктора філософії (Ph.D.) Пряшівського православного богословського факультету.
Служив настоятелем празького Благовіщенського приходу.
З 2000 року призначений головою представництва Православної церкви Чеських земель і Словаччини в Москві, ставши настоятелем храму святителя Миколая в Котельниках.
18 грудня 2003 року згідно з поданим проханням митрополит Миколай (Коцвар) розірвав його церковний шлюб «на підставі того, що більше 11 років у них немає спільного подружнього життя». Готувався до прийняття чернецтва на горі Афон.
15 липня 2004 року по благословенню митрополита Чеських земель і Словаччини архієпископа Пряшівського Миколая (Коцвара) ігуменом Никоном (Смирновим) на Московському подвір'я Афонського Пантелеймонова монастиря був пострижений в чернецтво.
Після кончини архієпископа Пряшівського Миколая в лютому 2006 року, був затверджений Священним Синодом як кандидата на пряшівську кафедру, але обраний не був.
23 листопада 2005 представляв Чехословацької православну церкву на церковно-державних урочистостях з нагоди 70-річчя митрополита Київського і всія України Володимира.
11 жовтня 2007 року був призначений настоятелем російськомовної парафії Різдва Іоанна Предтечі в місті Швайнфурте, Німеччина, у клірі Берлінської єпархії Московського патріархату.
24 травня 2010 році архієпископом Берлінським Феофаном (Галінським) був піднесений до ігумена.
18 травня 2013 року на єпархіальних зборах Празької єпархії був одним з трьох кандидатів на висвячення в єпископський сан, але обраний не був. Для перемоги в останньому турі йому не вистачило лише двох голосів.
22 листопада 2014 року на празьких єпархіальних зборах був знову висунутий у кандидати на Празьку архієпископську кафедру.
6 березня 2015 року в кафедральному храмі святих Кирила і Мефодія архієпископом Празьким Иоакимом (Грді) був піднесений до рангу архімандрита.

## Єпископське служіння
13 березня 2015 року відбувся чин наречення в якому взяли участь митрополит Чеських земель і Словаччини Ростислав (Гонт), архієпископ Михайлівський і Кошицький Георгій (Странський), архієпископ Берунскій Йоаким (Грді), єпископ Фастівський Даміан (Давидов) (УПЦ МП) і єпископ Моравицький Антоній (Пантеліч) (Сербський патріархат).
14 березня в Кирило-Мефодіївському кафедральному соборі в Празі тими ж архієреями був хіротонізований в сан єпископа і піднесений до рангу архієпископа. У той же день відбулася його інтронізація.
20 березня офіційно зареєстрований в Міністерстві культури в якості керуючого Празькою архієпископією.